# À tout le monde
À tout le monde è un singolo del gruppo musicale statunitense Megadeth, pubblicato nel febbraio 1995 come secondo estratto dal sesto album in studio Youthanasia.

## Descrizione
Interamente composto dal frontman Dave Mustaine, il brano è una power ballad che riflette le parole di addio e di abbandono pronunciate da un uomo su letto di morte, rivolte alle persone che ha amato. Parte del ritornello della canzone, come il titolo, è in francese.

## Video musicale
Il video mostra il gruppo intento a eseguire il brano, alternato ad altre scene in cui il nome di Mustaine viene inciso su una tomba. A causa del suo contenuto, MTV lo censurò dalla propria rete, in quanto ritenuto a favore al suicidio.

## Tracce
Testi e musiche di Dave Mustaine, eccetto dove indicato.
CD promozionale (Europa, Stati Uniti)
1. À tout le monde – 4:28

CD singolo (Australia, Europa)
1. À tout le monde – 4:28
2. Symphony of Destruction (Demo) – 5:30
3. Architecture of Aggression (Demo) – 2:47 (Dave Mustaine, David Ellefson)
4. New World Order (Demo) – 3:46 (testo: Nick Menza, Dave Mustaine – musica: Dave Mustaine, David Ellefson, Martin Friedman)

CD singolo (Paesi Bassi)
1. À tout le monde – 4:28
2. Symphony of Destruction (Demo) – 5:30

## Formazione
- Dave Mustaine – voce, chitarra
- Marty Friedman – chitarra
- David Ellefson – basso
- Nick Menza – batteria